# Bonefeld
Bonefeld là một xã thuộc huyện Neuwied, bang Rheinland-Pfalz, phía tây nước Đức. Xã Bonefeld có diện tích 5,21 km², dân số thời điểm ngày 31 tháng 12 năm 2006 là 965 người.